# Tolly Cobbold Classic
Tolly Cobbold Classic var en professionell inbjudningsturnering i snooker som spelades i februari åren 1979 - 1984. Tävlingen sponsrades av bryggeriet Tolly Cobbold och spelades i Ipswich, England.

## Format
De tre första åren deltog åtta spelare som delades in i två grupper där alla mötte alla. De två gruppsegrarna möttes sedan i en final som spelades i bäst av 9 frames. Från 1982 ändrades formatet till att bli en ren utslagsturnering, fortfarande med åtta deltagare.

## Vinnare
| År   | Vinnare      | Motståndare     | Resultat | Säsong  |
| ---- | ------------ | --------------- | -------- | ------- |
| 1979 | Alex Higgins | Ray Reardon     | 5 - 4    | 1978/79 |
| 1980 | Alex Higgins | Dennis Taylor   | 5 - 4    | 1979/80 |
| 1981 | Graham Miles | Cliff Thorburn  | 5 - 1    | 1980/81 |
| 1982 | Steve Davis  | Dennis Taylor   | 8 - 3    | 1981/82 |
| 1983 | Steve Davis  | Terry Griffiths | 7 - 5    | 1982/83 |
| 1984 | Steve Davis  | Tony Knowles    | 8 - 2    | 1983/84 |